# Южна Каролина
Южна Каролина (на английски: South Carolina, [saʊθ kærəˈlaɪnə]) е щат в САЩ, чийто пощенски код е SC, а столицата се казва Колумбия. Южна Каролина е с население от 5 024 369 жители (2017). Южна Каролина е с обща площ от 82 933 km², от които 77 978 km² суша и 4955 km² (6%) вода.

## Градове
Десетте най-големи града, подредени по брой на жителите (към 2015 г.):
- Колумбия
- Чарлстън
- Северен Чарлстън
- Маунт Плезант
- Рок Хил
- Грийнвил
- Съмървил
- Съмтър
- Гус Крийк
- Хилтън Хед Айлънд

Други градове:
- Андерсън
- Ейкън
- Грийнуд
- Конуей
- Флорънс
- Мъртъл Бийч
- Оринджбърг
- Барнуел

## Градчета
- Андрюс
- Гафни – известен с Пийчоида.

## Окръзи
Южна Каролина се състои от 46 окръга:
1. Абвил
2. Алъндейл
3. Андерсън
4. Бамбърг
5. Барнуел
6. Бауфорт
7. Бъркли
8. Грийнвил
9. Грийнуд
10. Дарлингтън
11. Джаспър
12. Джорджтаун
13. Дилън
14. Дорсет
15. Еджфийлд
16. Ейкън
17. Йорк
18. Калхун
19. Клеръндън
20. Колтън
21. Кършоу
22. Ланкастър
23. Лексингтън
24. Лий
25. Лорънс
26. Маккормик
27. Марлборо
28. Мериън
29. Нюбъри
30. Окони
31. Оринджбърг
32. Ори
33. Пикънс
34. Ричланд
35. Салуда
36. Спартанбърг
37. Съмтър
38. Уилямсбърг
39. Феърфийлд
40. Флорънс
41. Хамптън
42. Чарлстън
43. Чероки
44. Честър
45. Честърфийлд
46. Юниън